# Pietro de Silvestri
Pietro de Silvestri (ur. 13 lutego 1803 w Rovigo, zm. 19 listopada 1875 w Rzymie) – włoski duchowny katolicki, kardynał.
Pochodził z arystokratycznego rodu. Od 1836 do 1853 był jednym z prałatów audytorów Roty Rzymskiej. Zajmował stanowisko prodziekana (1851-1853), a następnie dziekana Roty Rzymskiej (1853-1858). W latach 1852–1858 sprawował urząd regenta Penitencjarii Apostolskiej. 18 marca 1858 Pius IX wyniósł go do godności kardynalskiej. Uczestniczył w obradach Soboru watykańskiego I. W latach 1870–1871 pełnił funkcję Kamerlinga Świętego Kolegium Kardynałów.